# 프레지덴셜 플라이트
프레지덴셜 플라이트(영어: Presidential Flight)는 아랍에미리트 정부의 항공사로 과거 아부다비 아미리 플라이트(영어: Abu Dhabi Amiri Flight)로 불리었으며 본사는 아랍에미리트 아부다비에 위치해 있으며 또한 사용하고 있는 허브 공항으로 아부다비 국제공항이 있다.

## 보유 기종
- 2020년 6월 기준으로 프레지덴셜 플라이트는 다음과 같은 기종을 보유하고 있으며 평균 기령은 9.6년이다.[1]

## 사진

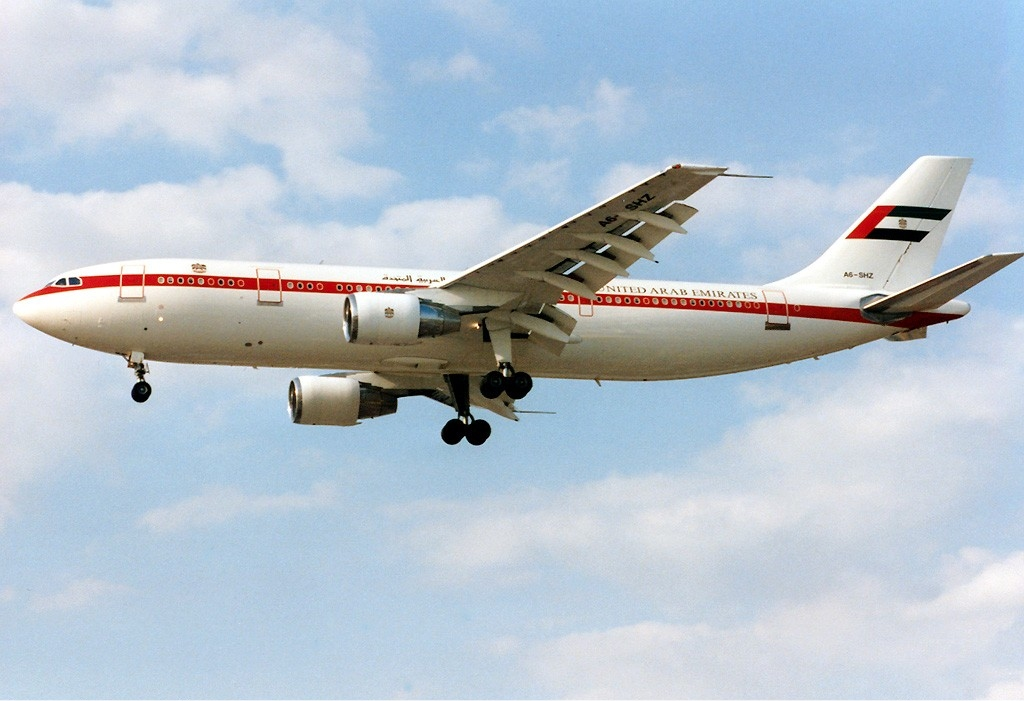
프레지덴셜 플라이트의 에어버스 A300-600R (퇴역)
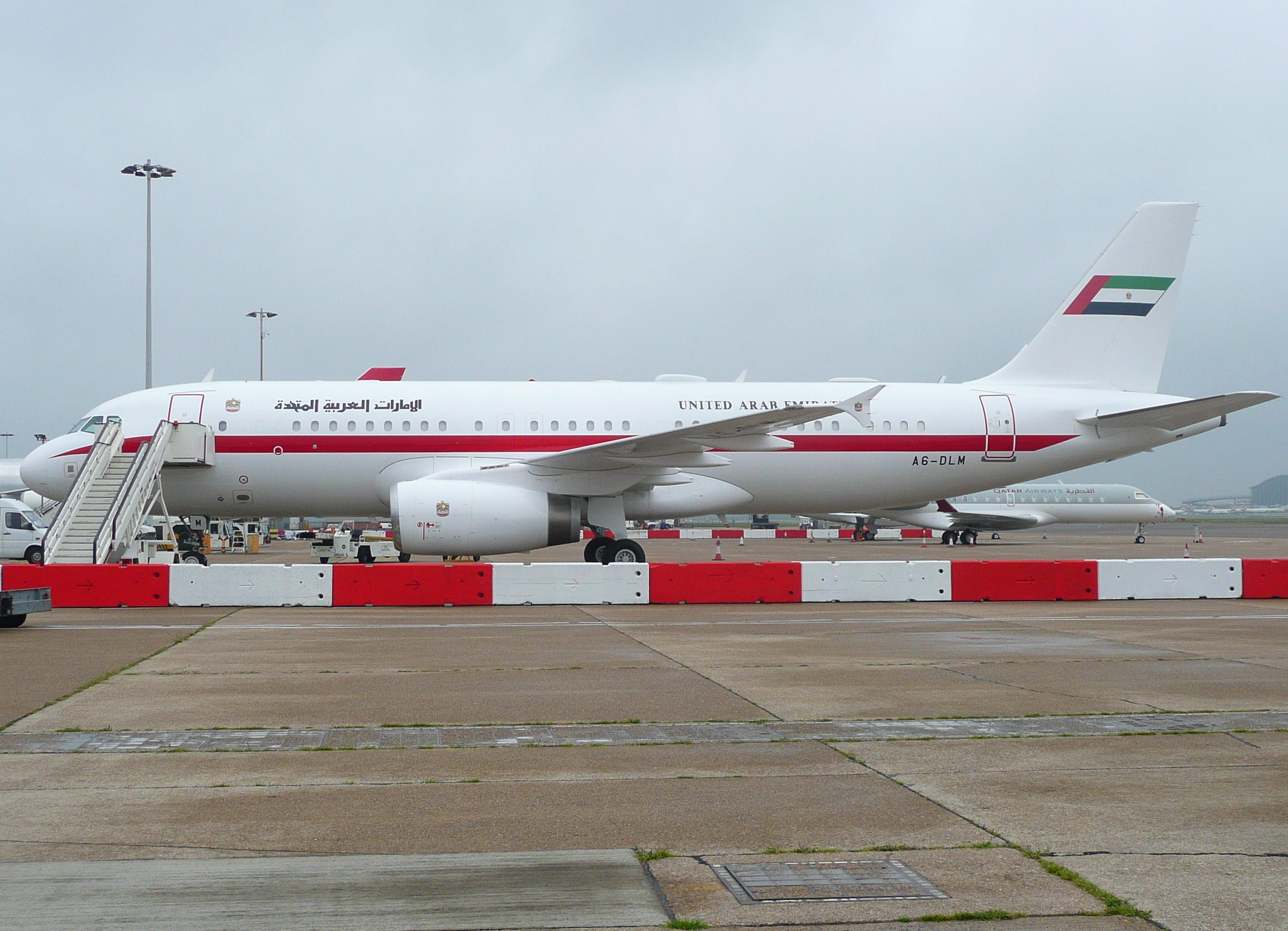
프레지덴셜 플라이트의 에어버스 A320-200 (퇴역)
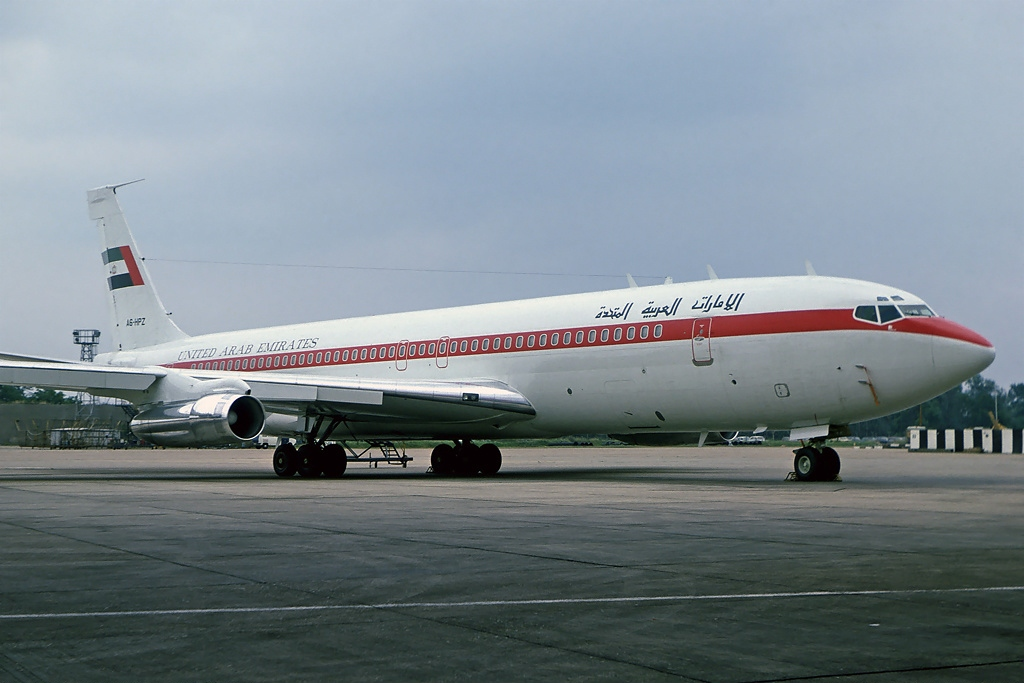
프레지덴셜 플라이트의 보잉 707-320B (퇴역)
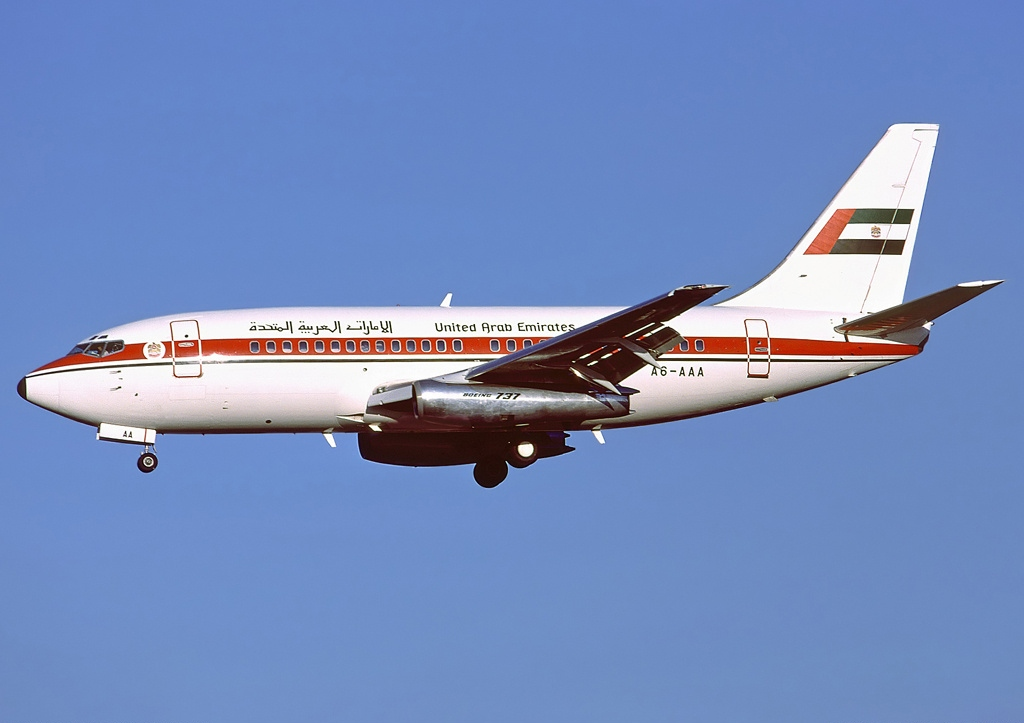
프레지덴셜 플라이트의 보잉 737-200 (퇴역)
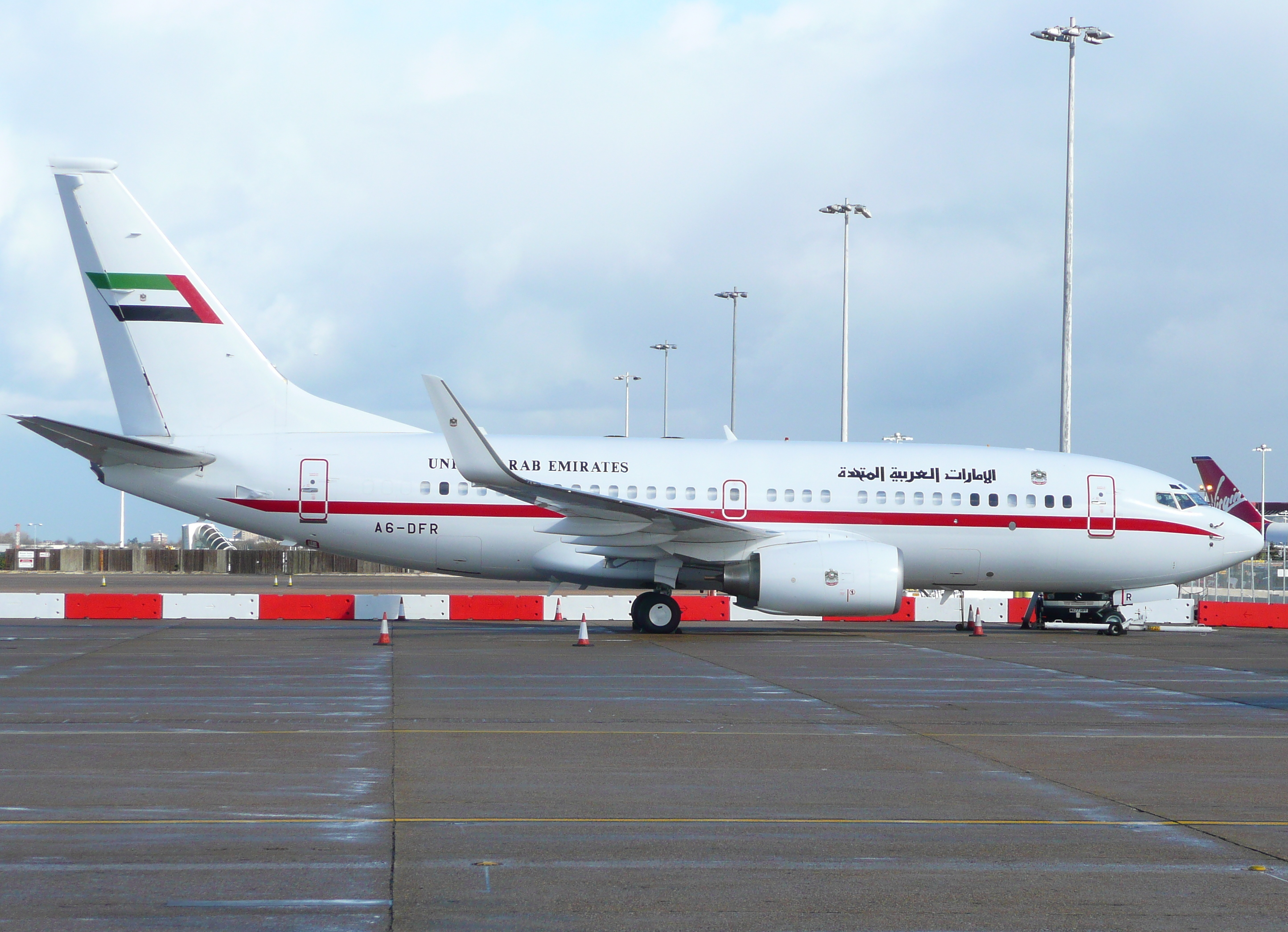
프레지덴셜 플라이트의 보잉 737-700/BBJ1
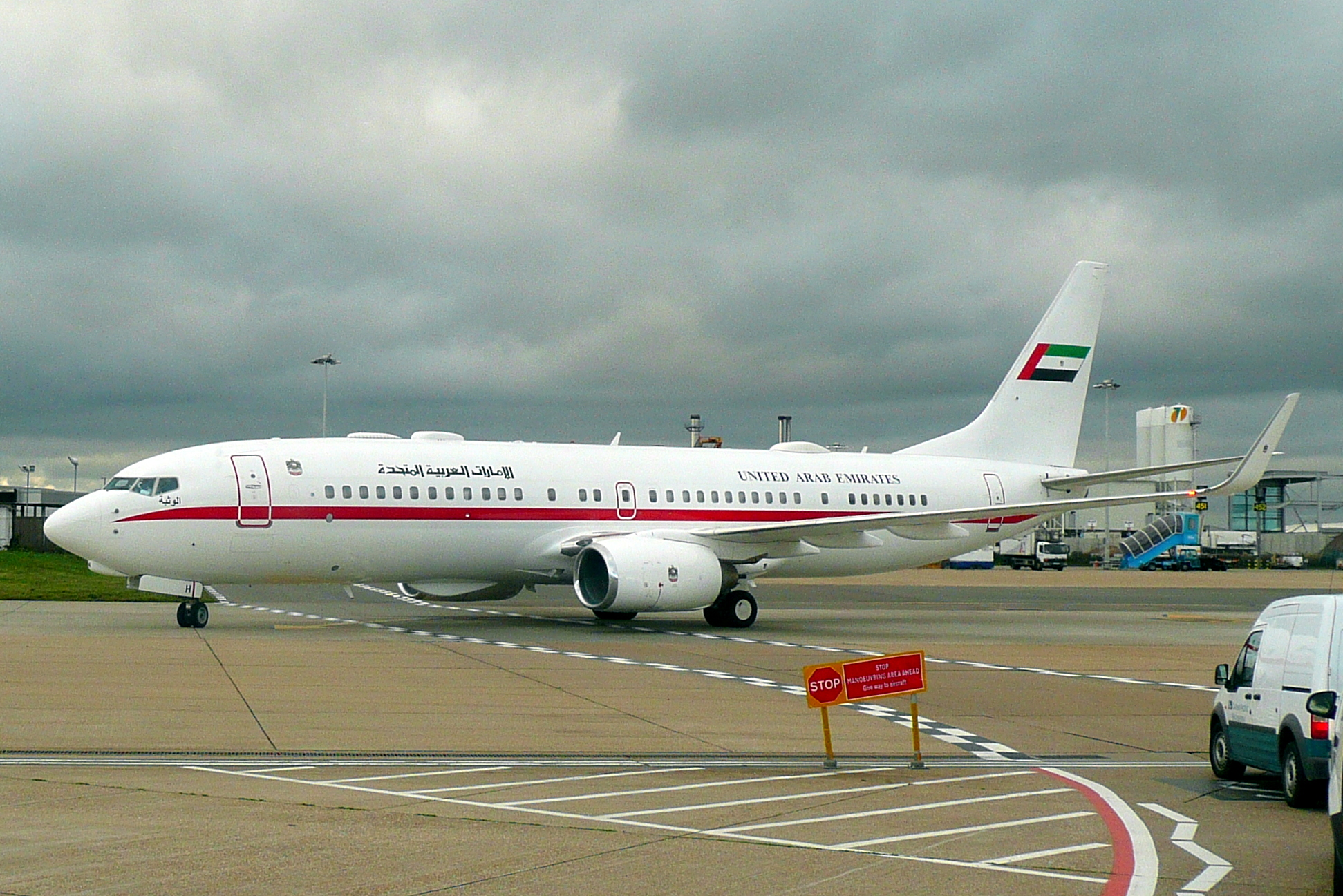
프레지덴셜 플라이트의 보잉 737-800/BBJ2
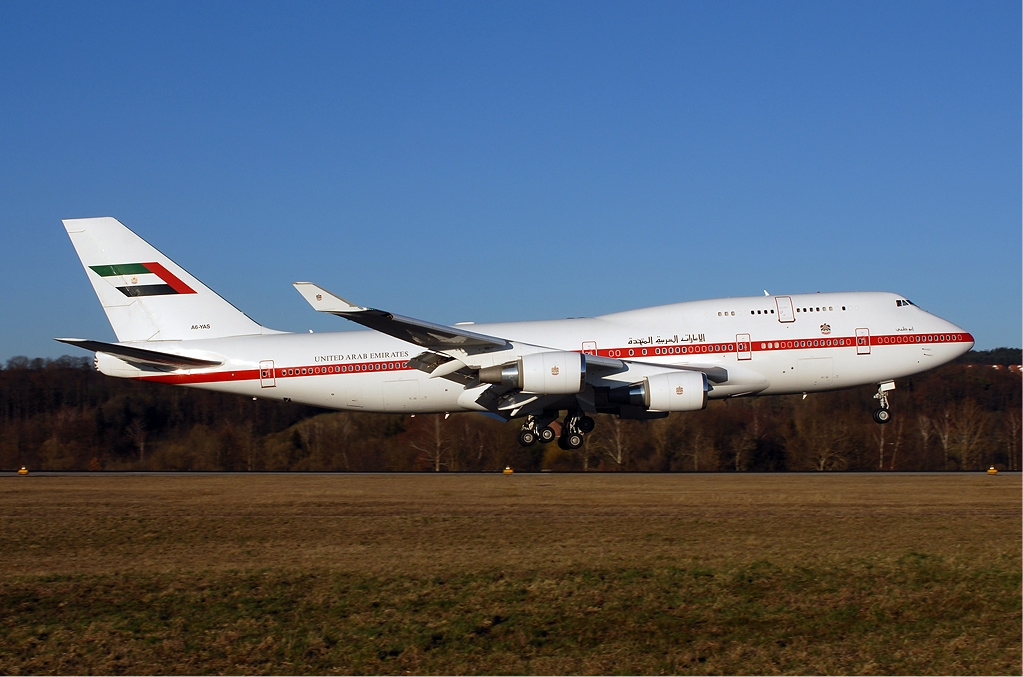
프레지덴셜 플라이트의 보잉 747-400 (퇴역)
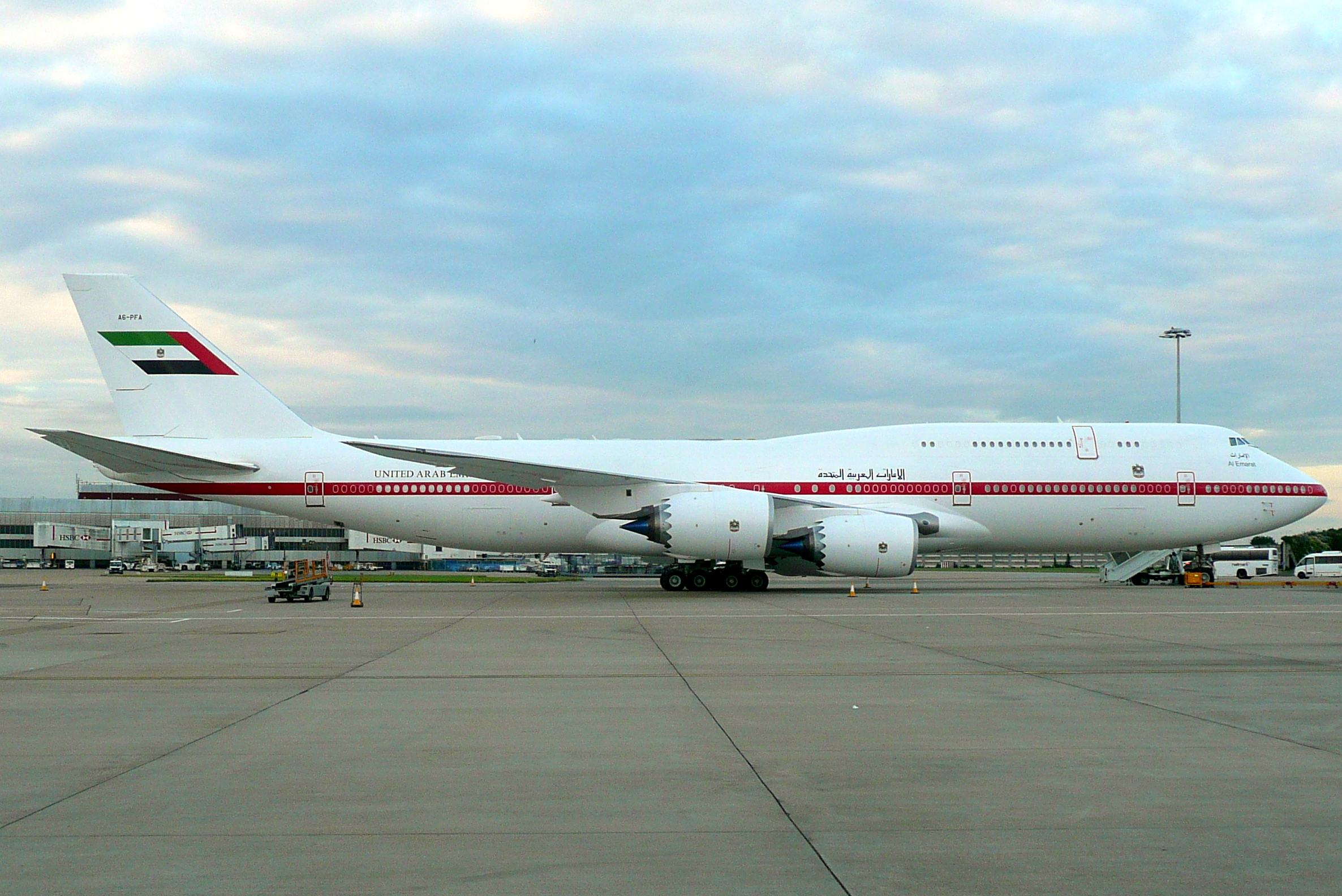
프레지덴셜 플라이트의 보잉 747-8/BBJ
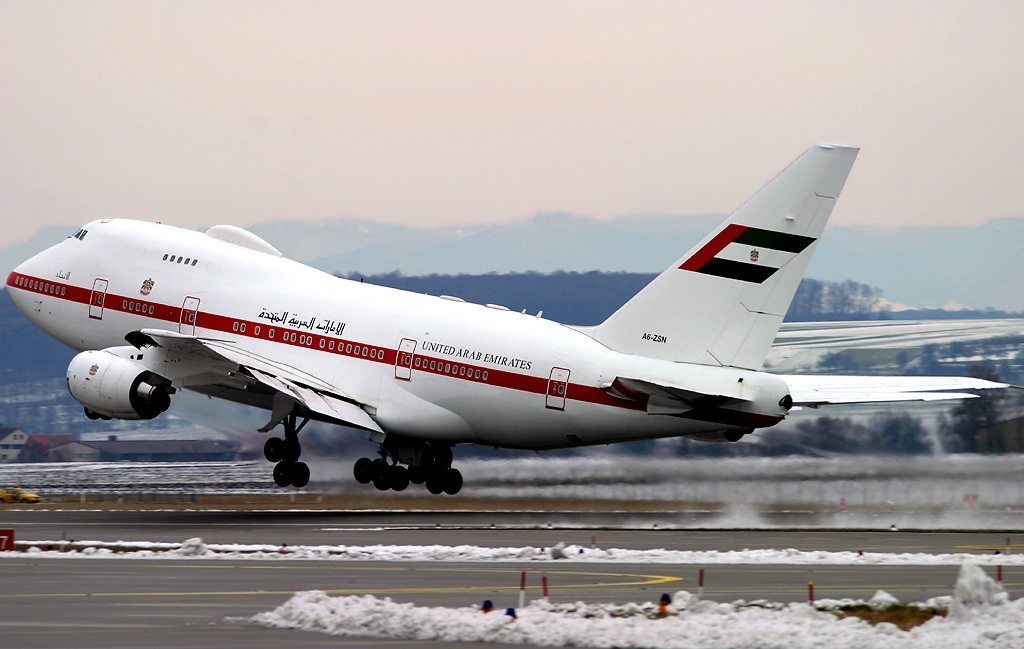
프레지덴셜 플라이트의 보잉 747SP (퇴역)
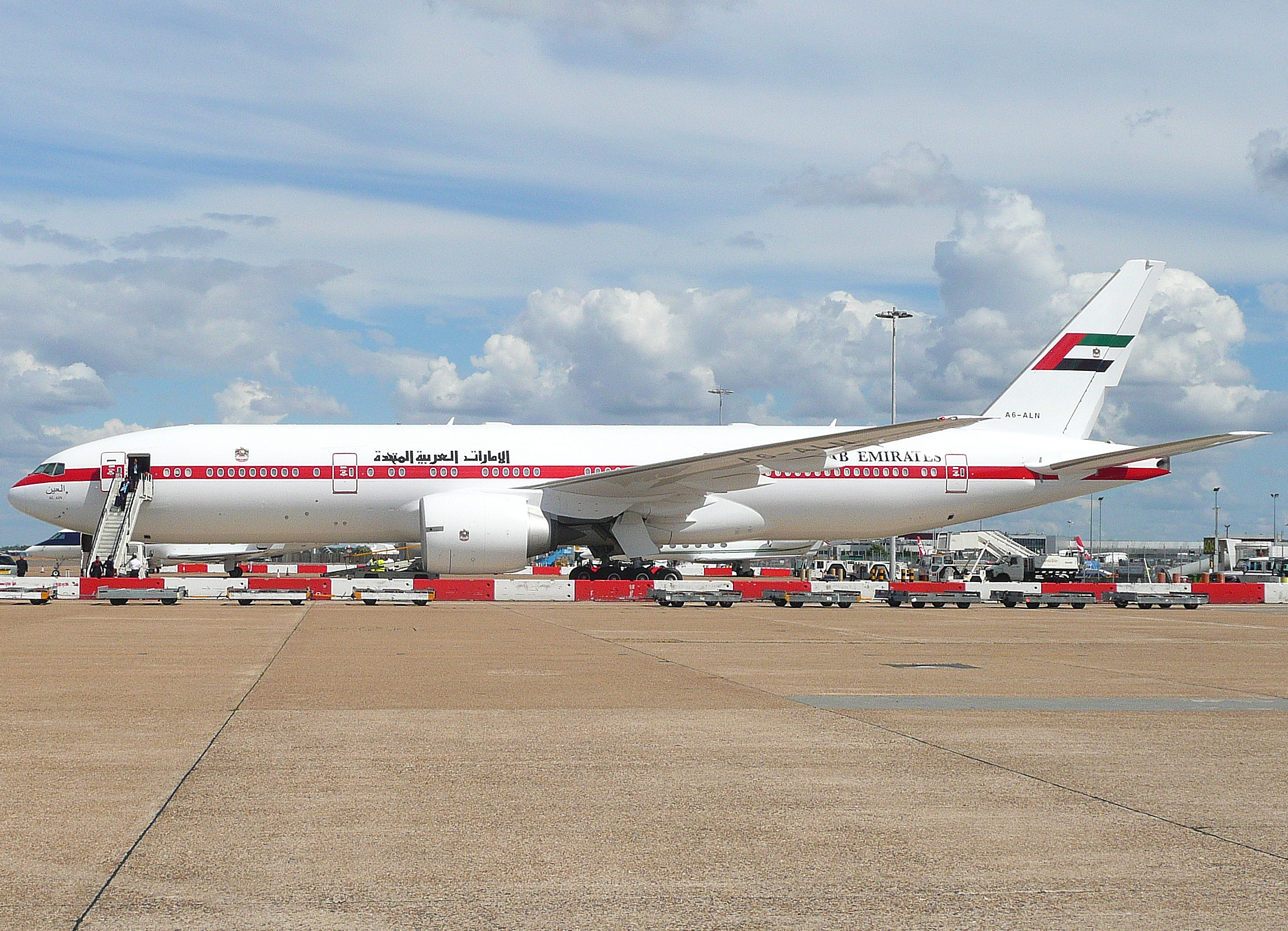
프레지덴셜 플라이트의 보잉 777-200ER
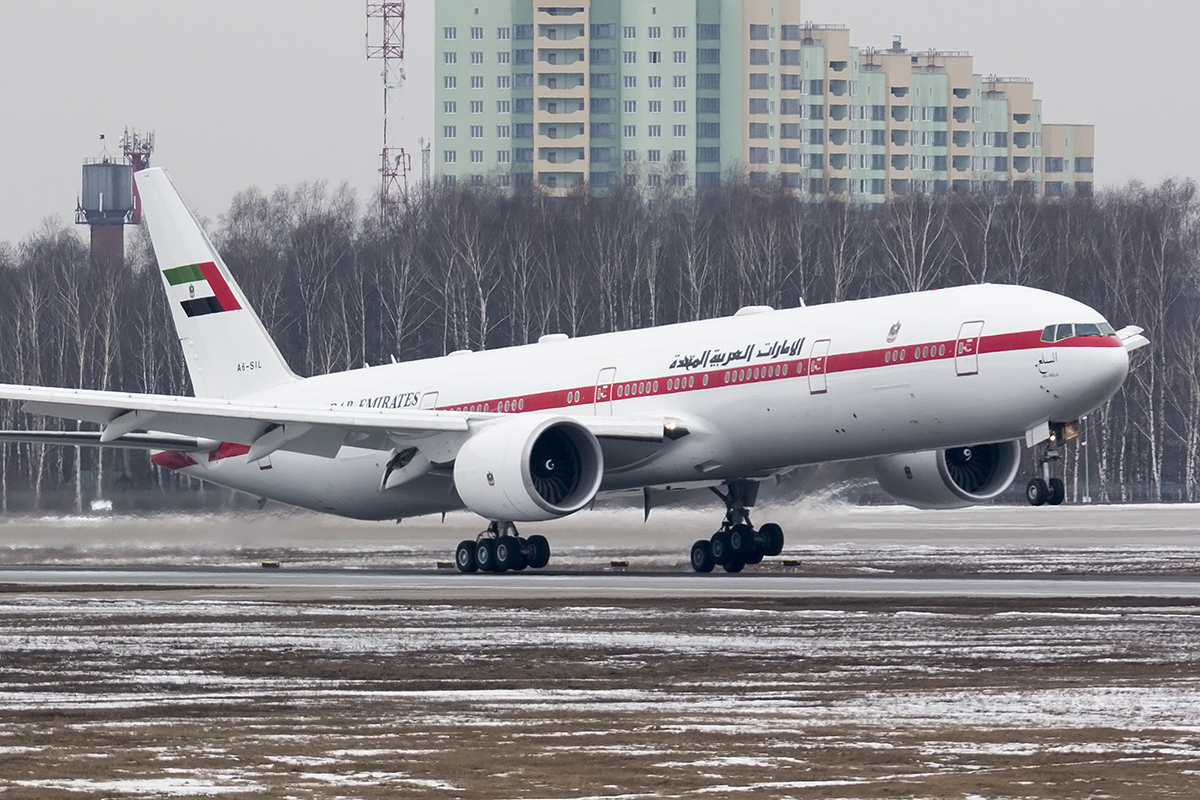
프레지덴셜 플라이트의 보잉 777-300ER
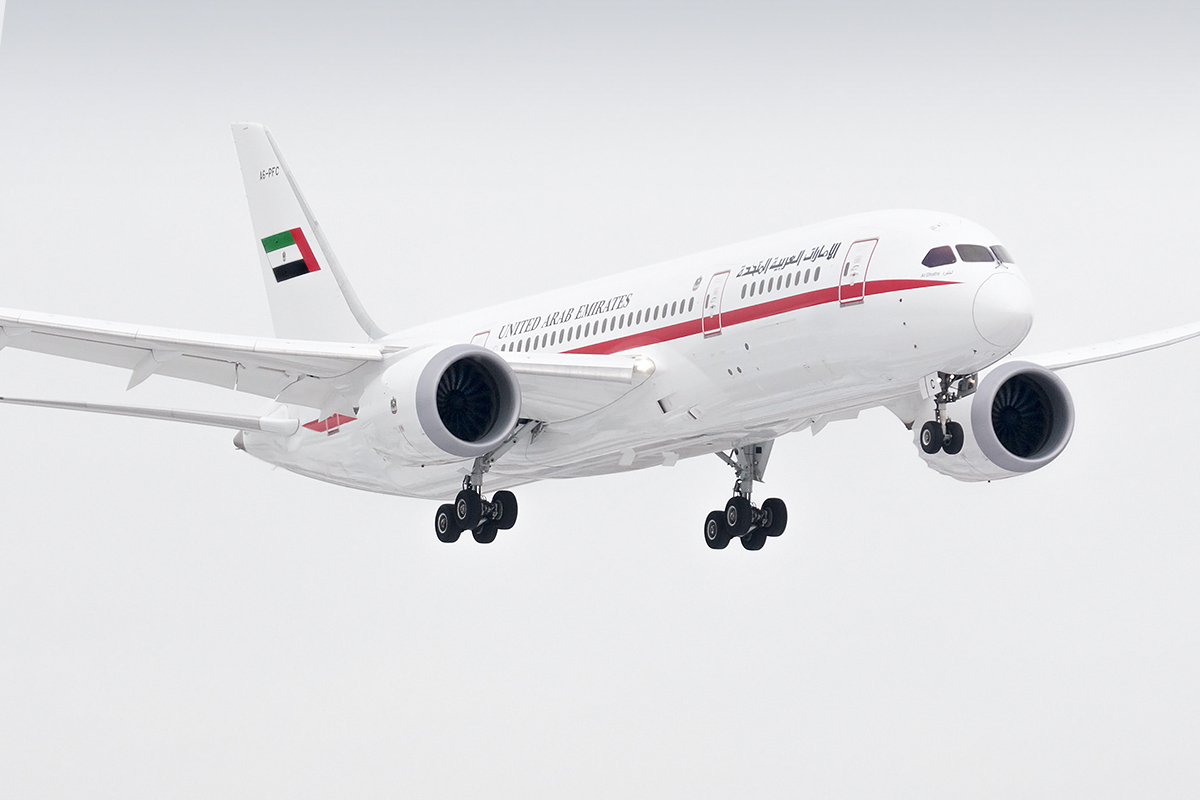
프레지덴셜 플라이트의 보잉 787-8/BBJ